# Taschachferner
De Taschachferner is een gletsjer in de Ötztaler Alpen in de Oostenrijkse deelstaat Tirol.
De gletsjer strekt zich over een gebied van tien kilometer lengte uit vanaf de Wildspitze in het oosten, geflankeerd door bergtoppen als de Hinterer Brochkogel, de Petersenspitze en de Taschachwand in het zuiden en de Pitztaler Urkund in het noorden, tot bij de Hochvernagtwand bij de Sexegertenjoch in het westen. In 1969 bedroeg de lengte vanuit de Wildspitze gemeten ongeveer tien kilometer, vanaf de Hochvernagtwand ongeveer vier kilometer. De huidige oppervlakte bedraagt ongeveer 8 km² (volgens deelstaatscijfers 6,37 km²). Toch heeft de gletsjer sinds het einde van de jaren 60 zeker 700 meter aan lengte verloren, waarvan het record stamt uit de jaren 2004 en 2005, toen er in totaal 104 meter verloren ging.
Het smeltwater van de Taschachferner stroomt weg via het Taschachtal en het Pitztal. De gletsjertong eindigt vlak bij de alpenverenigingshut Taschachhaus.
In de Tweede Wereldoorlog stortte een Amerikaanse B-17 Flying Fortress neer op de gletsjer.
Gepatschferner · Grinner Ferner · Gurgler Ferner · Guslarferner · Hintereisferner · Hintertuxer Gletscher · Hochjochferner · Kesselwandferner · Mittelbergferner · Niederjochferner · Pasterze ·  Rettenbachferner · Stubaier Gletscher · Taschachferner · Vernagtferner